# Aguie
Aguie là một thị trấn ở miền nam Niger, cách Maradi 69 km về phía đông.

## Giao thông
Aguie nằm trên tuyến đường cao tốc chính giữa hai thành phố Maradi và Zinder. Một tuyến đường khác dẫn đến thành phố Katsina của Nigeria, cách đó 50 km về phía bắc.